# 밤재
밤재는 전라남도 구례와 강진 두 곳에 존재한다.
- 전라남도 구례, 전라북도 남원의 밤재

밤재는 전라남도 구례군 산동면과 전북특별자치도 남원시 주천면의 경계에 있는 고개로, 국도 제19호선(남해~홍천)이 통과한다. 과거에는 고개를 그대로 넘어가는 길이 있었으나(구 19번 국도가 아님) 1998년 4월 28일 국도 제19호선 순천~남원 구간이 개통됨과 동시에 밤재터널(상행 연장 1490m, 하행 연장 800m)이 개통되었다.
- 전라남도 강진군, 영암군의 밤재

밤재는 전라남도 강진군 성전면과 영암군 학산면의 경계에 있는 고개로, 남해고속도로(영암~순천) 및 국도 제2호선(신안~부산)이 통과한다. 남해고속도로는 2012년에, 국도 제2호선은 1998년 12월 28일에 도로가 개통되었다.